# Krásná Lípa
Krásná Lípa é uma cidade checa localizada na região de Ústí nad Labem, distrito de Děčín.